# Jean-Paul Alaux

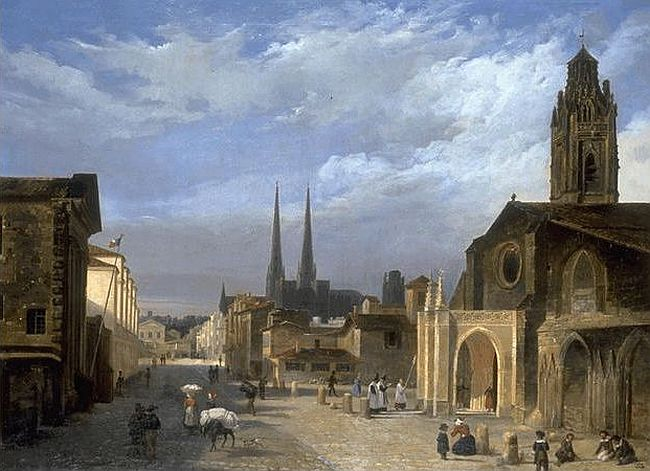
Domkyrkan i Bordeaux

Jean Paul Alaux, född 3 oktober 1788 i Bordeaux i Frankrike, död 24 januari 1858 i Bordeaux, kallad Gentil, var en fransk konstnär och litograf. Han blev direktör för en designskola i hemstaden Bordeaux. Verket Vy över Bordeaux som målades av honom finns bevarad i ett museum i hans hemstad.